# Гаррісон (Нью-Джерсі)
Гаррісон (англ. Harrison) — місто (англ. borough) в США, в окрузі Гудзон штату Нью-Джерсі. Населення — 19 450 осіб (2020). Є передмістям розташованого неподалік міста Ньюарк. Гаррісон розташоване у дванадцяти кілометрах на захід від Мангеттена та входить в Нью-Йоркську агломерацію.

## Географія
Гаррісон розташований за координатами 40°44′35″ пн. ш. 74°9′10″ зх. д. / 40.74306° пн. ш. 74.15278° зх. д. (40.742957, -74.152912).  За даними Бюро перепису населення США в 2010 році місто мало площу 3,42 км², з яких 3,12 км² — суходіл та 0,30 км² — водойми.

## Демографія

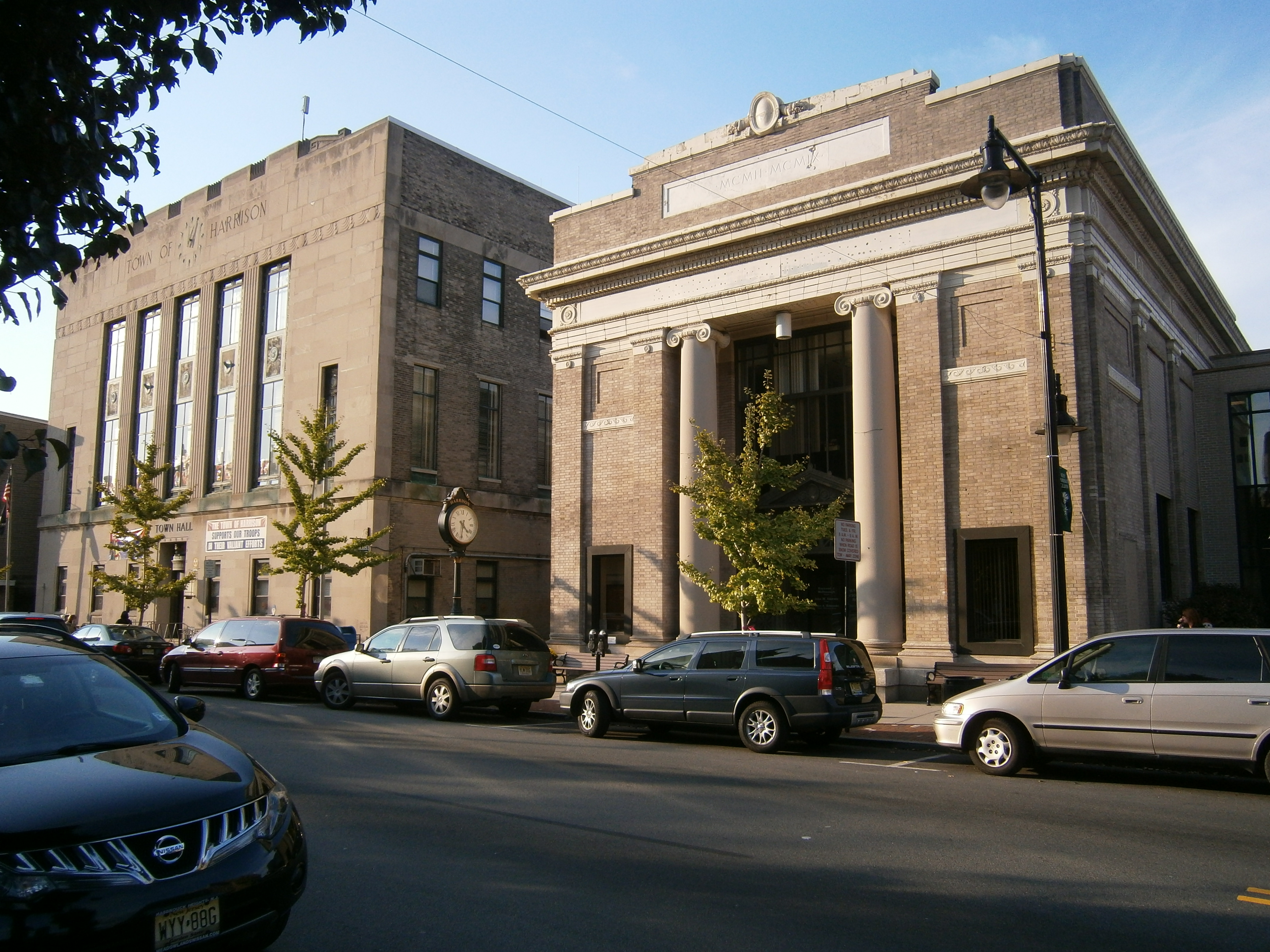
Будівля адміністрації міста Гаррісон

Згідно з переписом 2010 року, у місті мешкало 13 620 осіб у 4869 домогосподарствах у складі 3260 родин. Було 5228 помешкань
Расовий склад населення:
| - 58,3 % — білих - 16,3 % — азіатів - 2,2 % — чорних або афроамериканців - 0,6 % — корінних американців - 18,5 % — осіб інших рас |

До двох чи більше рас належало 4,2 %. Частка іспаномовних становила 44,2 % від усіх жителів.
За віковим діапазоном населення розподілялося таким чином: 20,8 % — особи молодші 18 років, 69,9 % — особи у віці 18—64 років, 9,3 % — особи у віці 65 років та старші. Медіана віку мешканця становила 34,0 року. На 100 осіб жіночої статі у місті припадало 105,7 чоловіків;  на 100 жінок у віці від 18 років та старших — 105,7 чоловіків також старших 18 років.
Середній дохід на одне домашнє господарство  становив 71 279 доларів США (медіана — 56 713), а середній дохід на одну сім'ю — 73 900 доларів (медіана — 57 169). Медіана доходів становила 45 392 долари для чоловіків та 40 062 долари для жінок. За межею бідності перебувало 13,8 % осіб, у тому числі 21,8 % дітей у віці до 18 років та 13,9 % осіб у віці 65 років та старших.
Цивільне працевлаштоване населення становило 7276 осіб. Основні галузі зайнятості: освіта, охорона здоров'я та соціальна допомога — 16,5 %, науковці, спеціалісти, менеджери — 15,0 %, виробництво — 10,5 %, мистецтво, розваги та відпочинок — 10,0 %.